# حاسوب الدومينو

بوابتا الدومينو المنطقيتان اللتان يمكن من خلالهما بناء البوابات الأخرى بوابة إكسور (XOR) التي تعتمد على التوقيت.

حاسوب الدومينو هو حاسوب ميكانيكي تمت صناعته باستخدام قطع الدومينوز ليمثل التكبير الميكانيكي أو التبويب المنطقي لـلإشارات الرقمية. ونظرًا لوجود أنظمة متعددة، سيُستخدم حاسوب الدومينو في هذا المقال كاسم جمع يشير إلى أي نظام معين يستخدم الظاهرة التي تعتمد على القاعدة التي سبق ذكرها وهي (تسلسل الدومينو) لبناء أجهزة معادلة للحاسوب. وقد يكون اختيار هذا المصطلح لحد ما اعتباطيًا، نظرًا لأنه نادرًا ما يتم تناول هذا الموضوع.

## الظاهرة الأساسية
تسلسل قطع الدومينو الواقفة (حيث تُسقط كل قطعة القطعة الأخرى التي تليها) والتي يمكن أن يتم ترتيبها لتوضيح مفاهيم رقمية مثل التكبير والإشارات الرقمية. إنها بعض المعلومات الرقمية التي تقوم بها سلسلة من قطع الدومينو، ولذا فإن هذا التأثير يختلف عن الظواهر
- التي يتم فيها نقل الطاقة بدون تكبير، لذا فإنها تتبدد
- أو عندما يتم تطبيق التكبير على الإشارات غير الرقمية، يحدث تأثير لتداخل الموجات.

يُظهر حدث يوم الدومينو العديد من التركيبات، والهدف الأساسي منها هو الترفيه. بعض التركيبات قد تذكر بعض الناس بالدوائر الرقمية. ويرجح البعض منها أن الأدوات التي تشبه التلغراف ليست هي فقط التي يمكن عرضها، ولكن يمكن أيضًا بناء وحدات تحليل معلومات بسيطة.
ومن الممكن أن نستخدم هذه الظاهرة لبناء أدوات حاسوبية غير تقليدية. وتعتبر الظاهرة الأساسية كافية لتحقيق هذا الهدف  لكن يمكن أيضًا استخدام «الوصلات العصبية الميكانيكية» المعقدة (انظر الموقع الإلكتروني), للتشابه الجزئي للوصلة العصبية الكهربائية أو الوصلات العصبية الكيميائية.

## العناصر المنطقية
البوابتان المنطقيتان إكسور (XOR) و أور (OR) هما الأسهل للتعامل مع الدومينو. فجميع البوابات الأخرى يمكن إنشاؤها من هذه البوابات ((A XOR 1 = Ā) and (A OR B) XOR (A XOR B) = A AND B). وتعتمد بوابة إكسور الموضحة هنا بشكل أساسي على التوقيت. ويمكن تقليل مستوى هذا الاعتماد من خلال جعل السلسلة الأفقية لقطع الدومينو أطول. وتُستخدم هذه العناصر المنطقية لمرة واحدة فقط، لذا فإن قطع الدومينو لا يمكن إعادة ترتيبها.

## وصلات خارجية
- Kybernetikos، (kyb). "Domino Computation". مؤرشف من الأصل في 2017-11-22.